# Päpstliches Patristisches Institut Augustinianum
Das Päpstliche Patristische Institut Augustinianum (lateinisch: Institutum Patristicum Augustinianum, italienisch: Istituto Patristico Augustinianum) ist ein 1969 gegründetes Institut für Theologiegeschichte (und Literaturgeschichte) der Alten Kirche (Patristik).

## Geschichte
Das Augustinianum steht in der Tradition des Studium Generale Romanum, das im 14. Jahrhundert beim Konvent an der Kirche Sant’Agostino in Campo Marzio eingerichtet wurde. Im 16. Jahrhundert wurde die durch den Augustiner Angelo Rocca da Arcevia (1545–1620) gegründete berühmte Biblioteca Angelica angeschlossen, 1873 jedoch vom italienischen Staat beschlagnahmt. Nach der Auflösung des Klosters 1873 verlegte der Augustinerorden 1882 den Hauptsitz in den direkt neben den Kolonnaden des  Petersplatzes liegenden Renaissancepalast der Familie Cesi. Das Collegio Internazionale Agostiniano di Santa Monica mit den Fakultäten Theologie und Kanonisches Recht wurde als Ordenshochschule 1908 von Papst Pius X. anerkannt.
In obgenanntem Collegio wurde 1965 per Dekret der jetzigen Kongregation für das Katholische Bildungswesen das Studium Augustinischer Theologie (Studio Teologico Agostiniano), angeschlossen an die theologische Fakultät der Päpstlichen Lateranuniversität, eingerichtet.
Heute ist das Studium Augustinischer Theologie in die akademische Struktur des Institutum Patristicum Augustinianum aufgegangen, das am 14. Februar 1969 gegründet und am 14. Mai 1970 von Papst Paul VI. eingeweiht wurde.
Das Institut steht unter der Leitung des Augustinerordens. Rektor war bis 2016 der Augustinerpater Robert Dodaro OSA. Seit 2018 nimmt der Rektor der Lateranuniversität, Vincenzo Buonomo, zugleich auch die Aufgabe des Rektors des Institutum Patristicum Augustinianum wahr.

## Studienabschlüsse
- Baccalaureat (Baccellierato) in Theologie[5]
- Lizentiat in Theologie und patristischen Wissenschaften
- Lizentiat in patristischen Wissenschaften
- Doktorat in Theologie und patristischen Wissenschaften
- Doktorat in patristischen Wissenschaften

## Persönlichkeiten
- Michael Fiedrowicz (* 1957), Promotion 1993 am IPA, Theologe und Autor
- Bertram Stubenrauch (* 1961), Promotionsstudium 1988–1991 am IPA, seit 2006 Professor für Dogmatik und Ökumenische Theologie an der LMU München
- Dariusz Zalewski (* 1974), Promotion 2010 am IPA, Weihbischof in Ełk
- Joseph Quy Lam Cong (* 1975), Professor für augustinische Studien am IPA